# Ocyba calathana
Ocyba calathana är en fjärilsart som beskrevs av William Chapman Hewitson 1868. Ocyba calathana ingår i släktet Ocyba och familjen tjockhuvuden. Inga underarter finns listade i Catalogue of Life.

## Bildgalleri

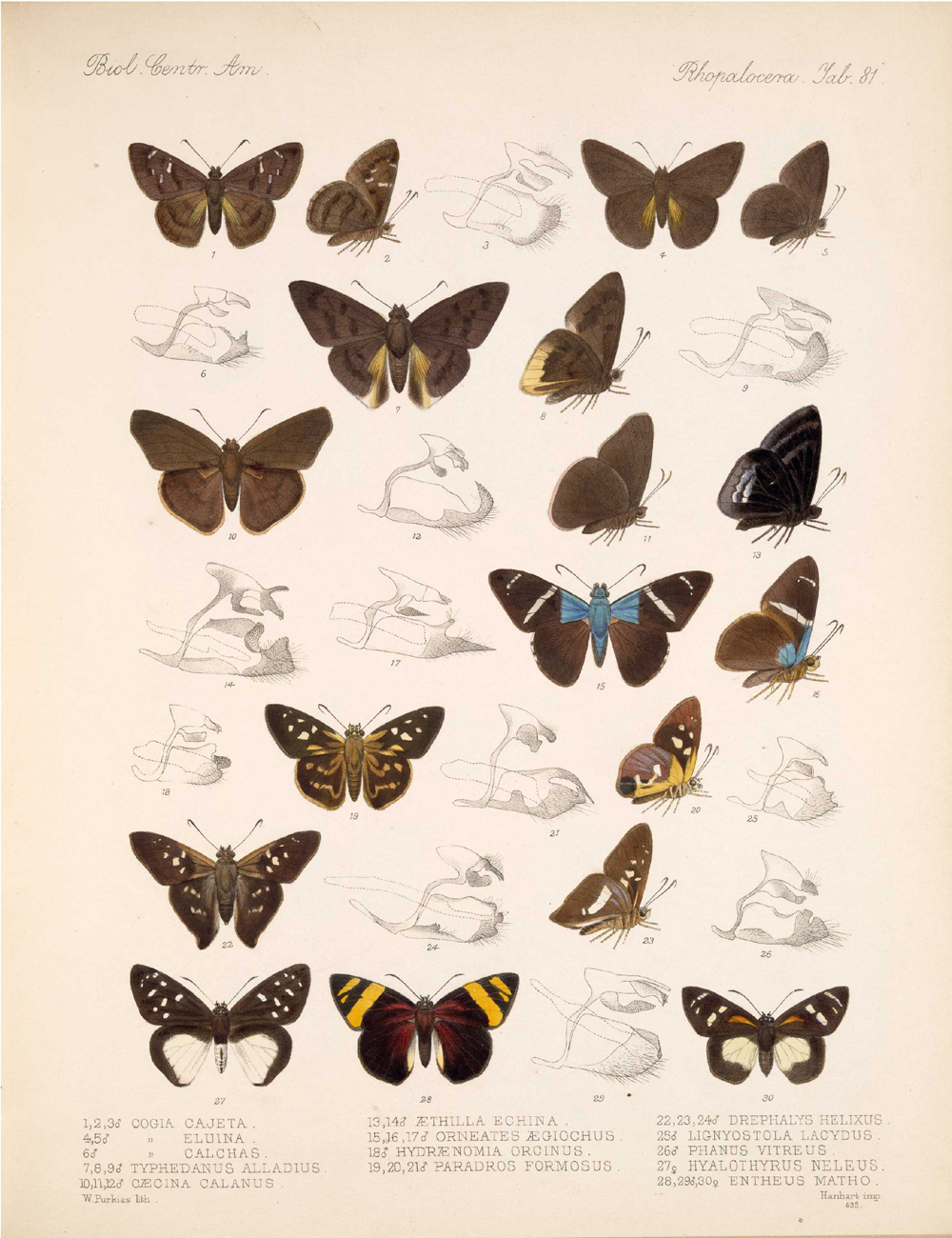
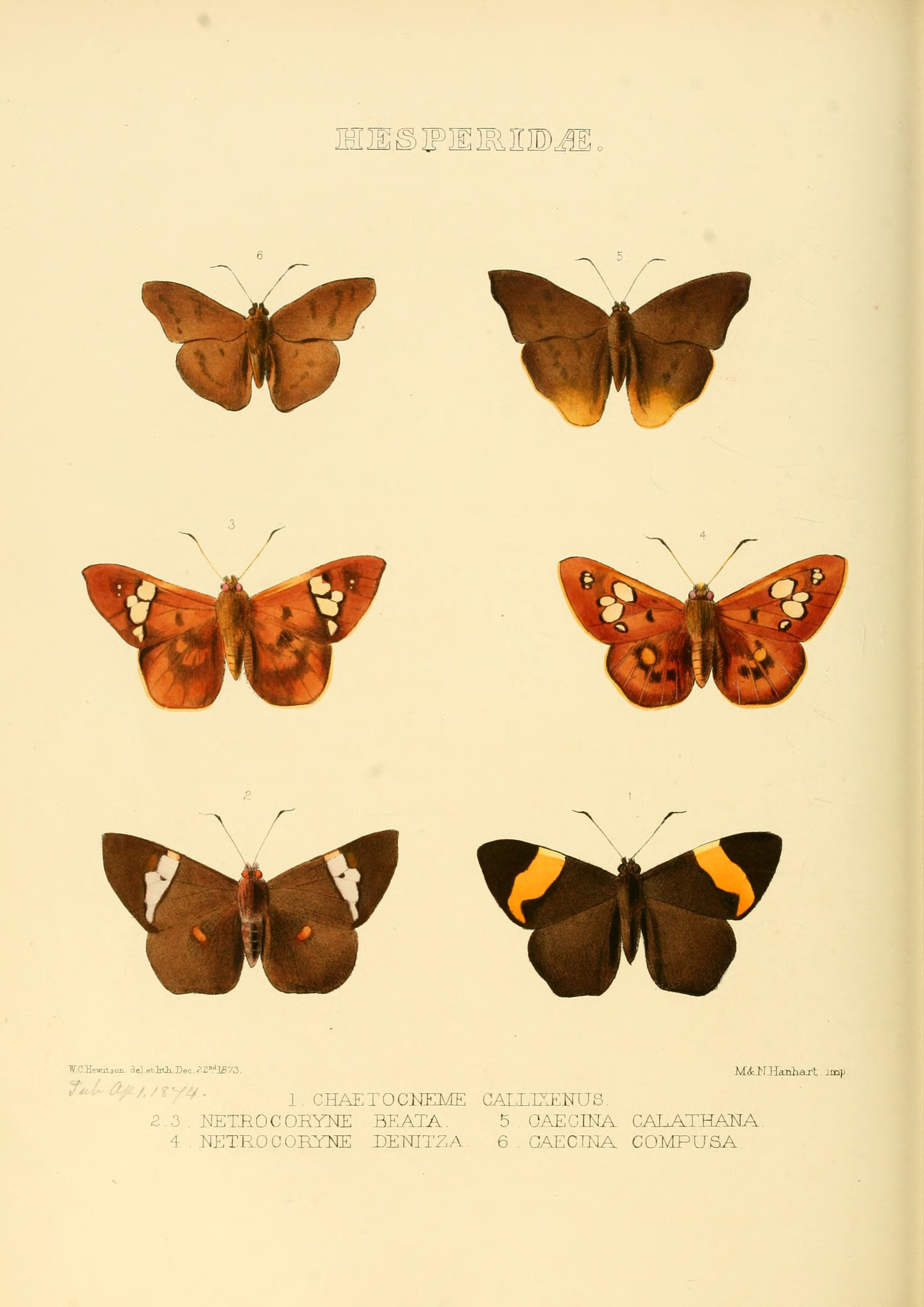